# 坎德爾 (阿拉斯加州)
坎德爾（英語：Candle）是位於美國阿拉斯加州西北-北極自治市鎮的一個非建制地區。該地的面積和人口皆未知。

## 地理
坎德爾的座標為65°54′48″N 161°55′28″W / 65.91333°N 161.92444°W，而該地的平均海拔高度為4米（即13英尺）。